# Austroraptus praecox
Austroraptus praecox là một loài nhện biển trong họ Ammotheidae. Loài này thuộc chi Austroraptus. Austroraptus praecox được miêu tả khoa học năm 1915 bởi Calman.